# کویینسی پرومس
کویینسی آنتون پرومس (هلندی: Quincy Anton Promes؛ زاده ۴ ژانویهٔ ۱۹۹۲) بازیکن فوتبال اهل هلند است.